# Де Леу, Дианне
Дианне Маргарет де Леу (нидерл. Dianne Margaret de Leeuw, род. 19 ноября 1955 года в Ориндж, Калифорния, США) — голландская фигуристка, выступавшая в одиночном разряде. Чемпионка Европы и мира, серебряный призёр Олимпиады 1976 года. Одна из двух нидерландских спортсменов в истории (наряду с Шаукье Дейкстрой), выигравших олимпийскую медаль в фигурном катании.

## Карьера
Мать Дианны де Леу была голландкой, у отца было двойное американо-нидерландское гражданство, и Диана выступала за Нидерланды, несмотря на то что родилась, тренировалась и по сей день живёт в США.
Дианне де Леу стала чемпионкой Европы в 1976 году, чемпионкой мира в 1975 году и серебряным призёром Олимпиады в 1976 году. Её основными соперниками на протяжении всей карьеры были американка Дороти Хэмилл и Кристине Эррат (ГДР).
Она была выбрана лучшей спортсменкой Нидерландов в 1975 году после победы на чемпионате мира (в произвольной программе выиграла благодаря необычному набору прыжков: шести каскадам и четырём двойным акселям, в том числе оригинальному каскаду двойной аксель — ойлер — ойлер — риттбергер — двойной риттбергер). Затем была знаменосцем сборной команды страны за зимних Олимпийских играх 1976 года в Инсбруке. Короткую программу на музыку Сергея Прокофьева де Леу выполнила чисто, все судьи выставили оценки 5,6—5,8, однако американский арбитр И. Макгован поставила крайне заниженные 5,3—5,2 (данный инцидент вошёл в историю как пример крайне необъективного судейства, некоторые СМИ объясняли это местью судьи за то, что спортсменка, живя и тренируясь в США, представляла Голландию).
Де Леу в настоящее время работает тренером по фигурному катанию вместе со своим мужем Дугом Чапменом в Ледовом дворце города Уэстминстера, штат Калифорния. Например, они тренируют участницу юниорского финала Гран-при сезона 2011—2012 Ванессу Лам.

## Спортивные достижения
| Соревнования/Год  | 1971 | 1972 | 1973 | 1974 | 1975 | 1976 |
| Олимпийские игры  |      | 16   |      |      |      | 2    |
| Чемпионаты мира   |      | 17   | 15   | 3    | 1    | 3    |
| Чемпионаты Европы | 19   | 9    | 6    | 2    | 2    | 1    |